# Airton José dos Santos
Airton José dos Santos (ur. 25 czerwca 1956 w Bom Repouso) – brazylijski duchowny katolicki, arcybiskup Mariany od 2018.

## Życiorys
8 grudnia 1985 otrzymał święcenia kapłańskie i został inkardynowany do diecezji Santo André. W 1987 został rektorem miejscowego seminarium filozoficznego oraz wikariuszem regionalnym. W 1992 mianowano go diecezjalnym koordynatorem ds. duszpasterstwa powołań i duszpasterstwa rodziny. W 1997 objął urząd proboszcza parafii katedralnej, ponadto pracował w kurii jako kanclerz i ekonom diecezjalny.
19 grudnia 2001 został mianowany biskupem pomocniczym diecezji Santo André, ze stolicą tytularną Phelbes. Sakry biskupiej udzielił mu 2 marca 2002 ówczesny biskup Santo André - Décio Pereira. W 2003, po śmierci bp. Pereiry, był tymczasowym administratorem diecezji.
4 sierpnia 2004 został mianowany ordynariuszem diecezji Mogi das Cruzes. 15 lutego 2012 papież Benedykt XVI mianował go ordynariuszem archidiecezji Campinas.
25 kwietnia 2018 papież Franciszek mianował go arcybiskupem metropolitą Mariany. Kanoniczne objęcie archidiecezji miało miejsce 23 czerwca 2018.